# Luis Gneiting
Pour les articles homonymes, voir Gneiting.
Luis Gneiting, né le 22 février 1968 à Carmen del Paraná (Paraguay) et mort le 25 juillet 2018 à Ayolas (Paraguay), est un homme politique paraguayen. Il est ministre de l'Agriculture et de l'Élevage du Paraguay du 24 mai 2018 au 25 juillet 2018.

## Biographie
Il est député de 2008 à 2013.
Luis Gneiting meurt dans un accident d'avion le 25 juillet 2018 à l'âge de 50 ans,.